# Brigada Chacón
La Brigada Chacón (BC), cuyo nombre completo es Brigada Juan Chacón Corona, es una brigada muralista-propagandística cercana al Partido Comunista de Chile.

## Historia
Surgió en 1969 para la campaña senatorial de Volodia Teitelboim en las elecciones parlamentarias de dicho año, convirtiéndose finalmente en un medio de comunicación alternativo y callejero, a través de la colocación de papelógrafos en la vía pública a nivel nacional abordando temáticas político-sociales. En su primera época existió hasta 1973, siendo revivida en 1989.
Esta organización, aunque afín al Partido Comunista, no necesariamente incluye ideas que estos encuentran a favor, por lo que han discutido sobre estos puntos de vista incluso en redes sociales. También ha sido criticada por su falta de críticas a la Concertación y la Nueva Mayoría, debido a que el Partido Comunista fue parte de dichas coaliciones.

## Galería
Papelógrafos de la Brigada Chacón en Santiago de Chile:

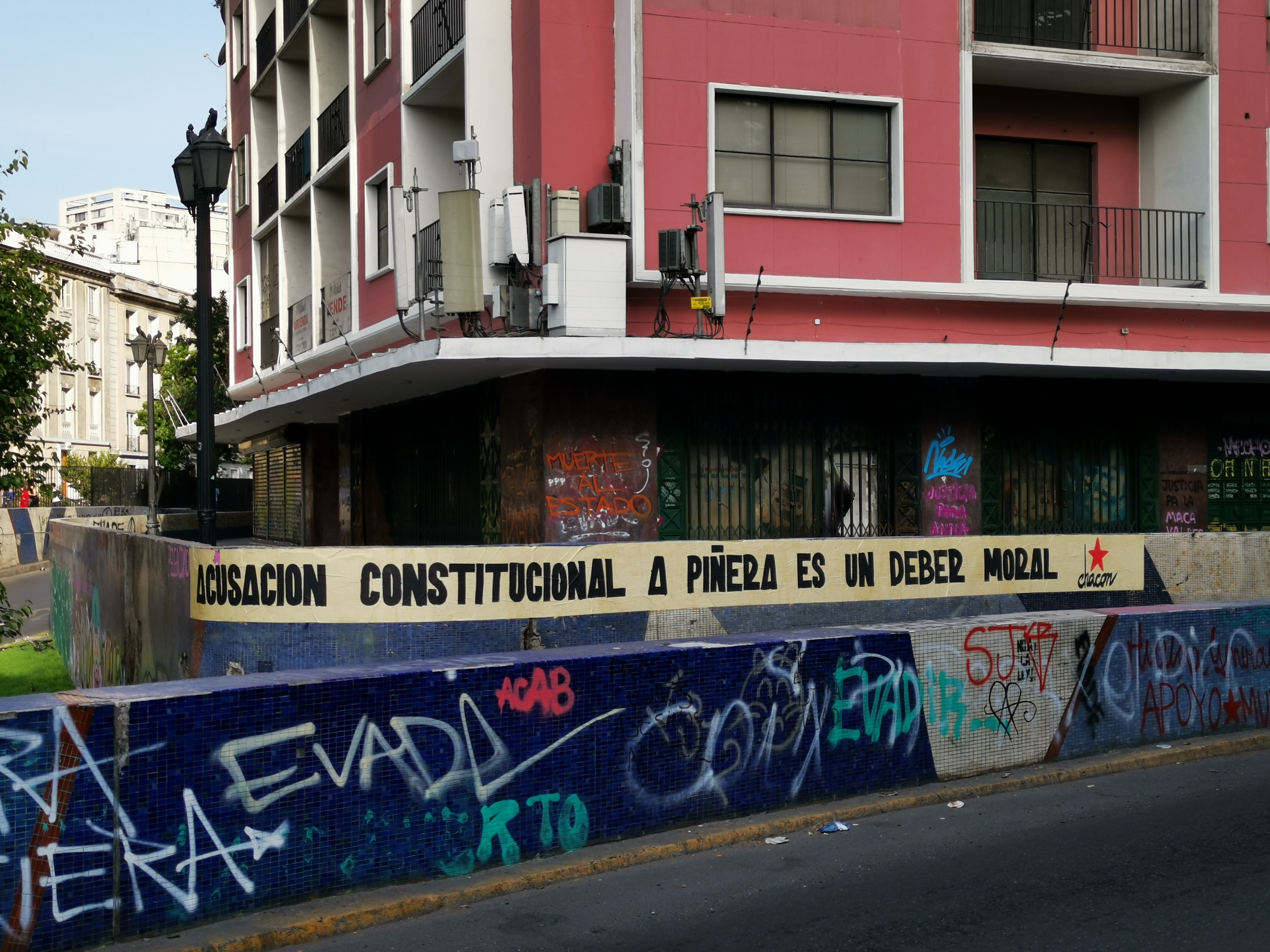
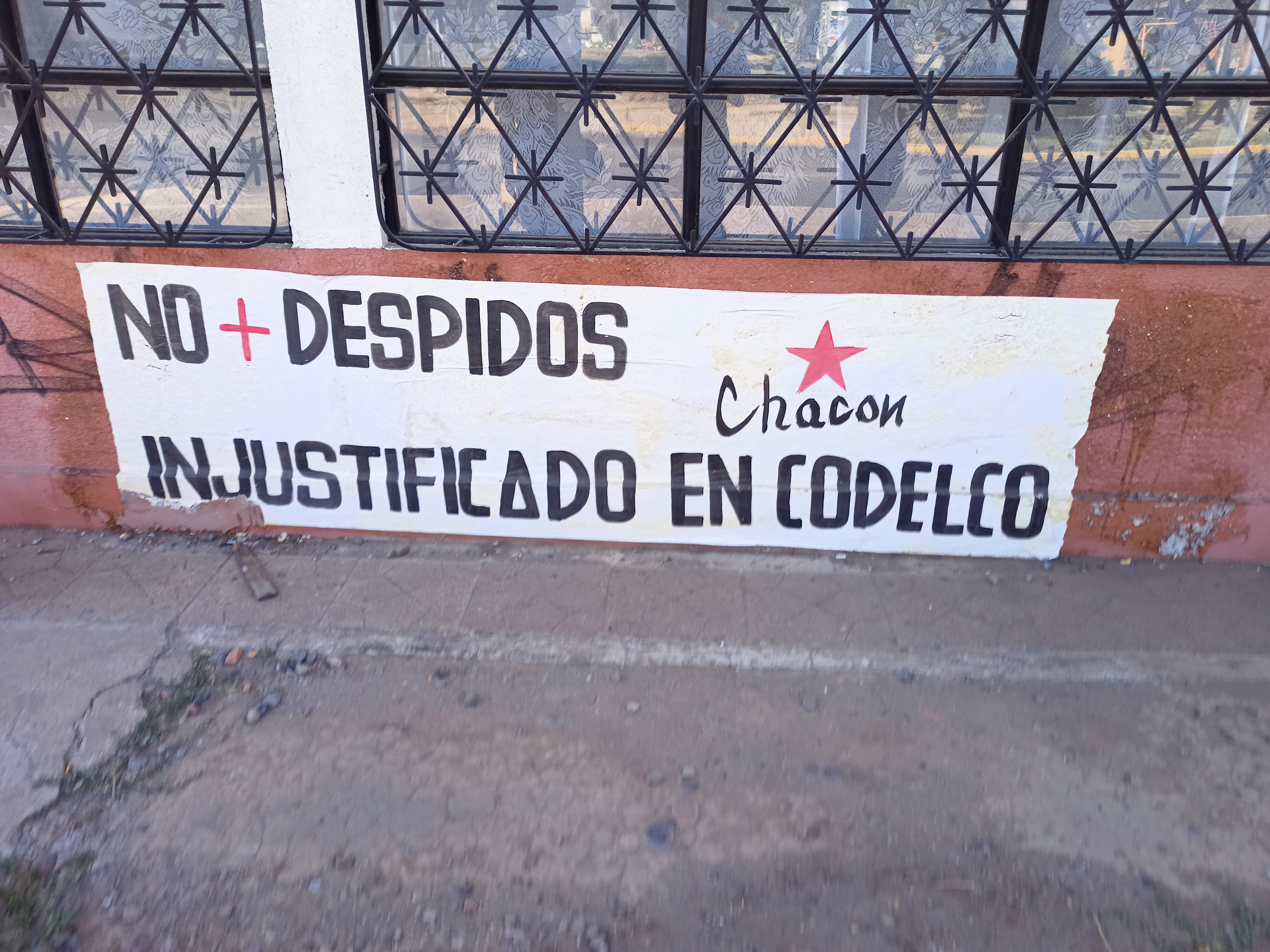
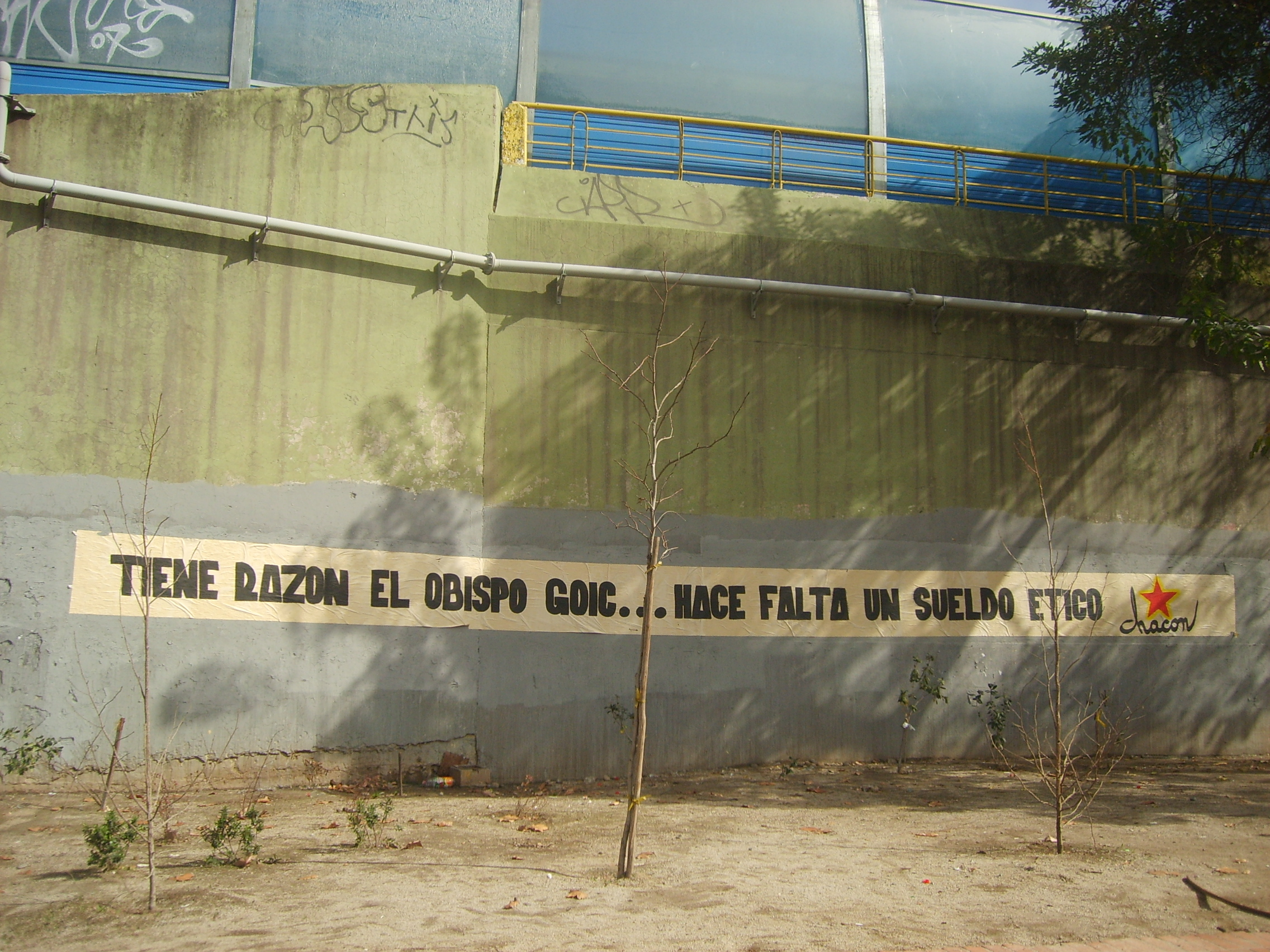
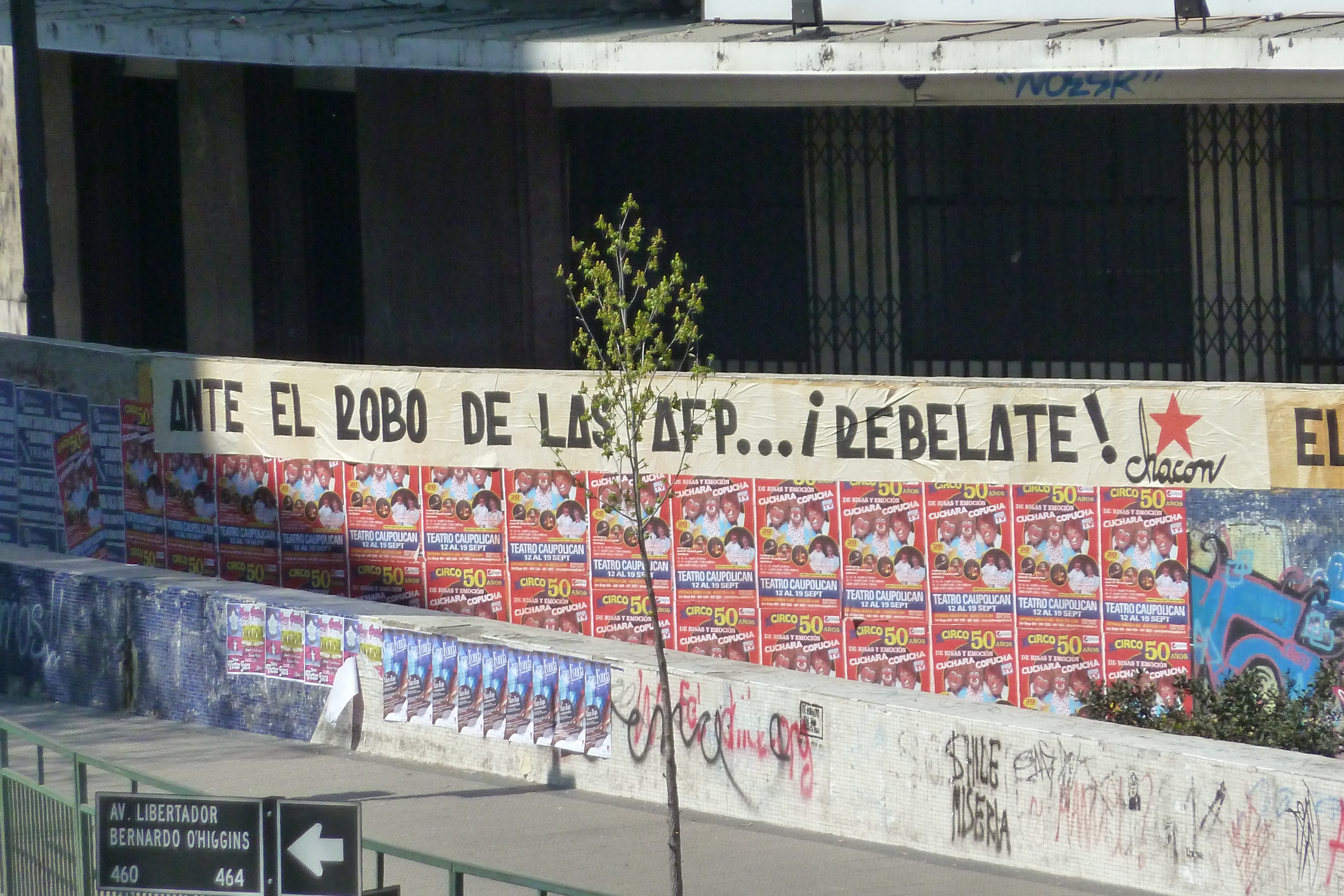
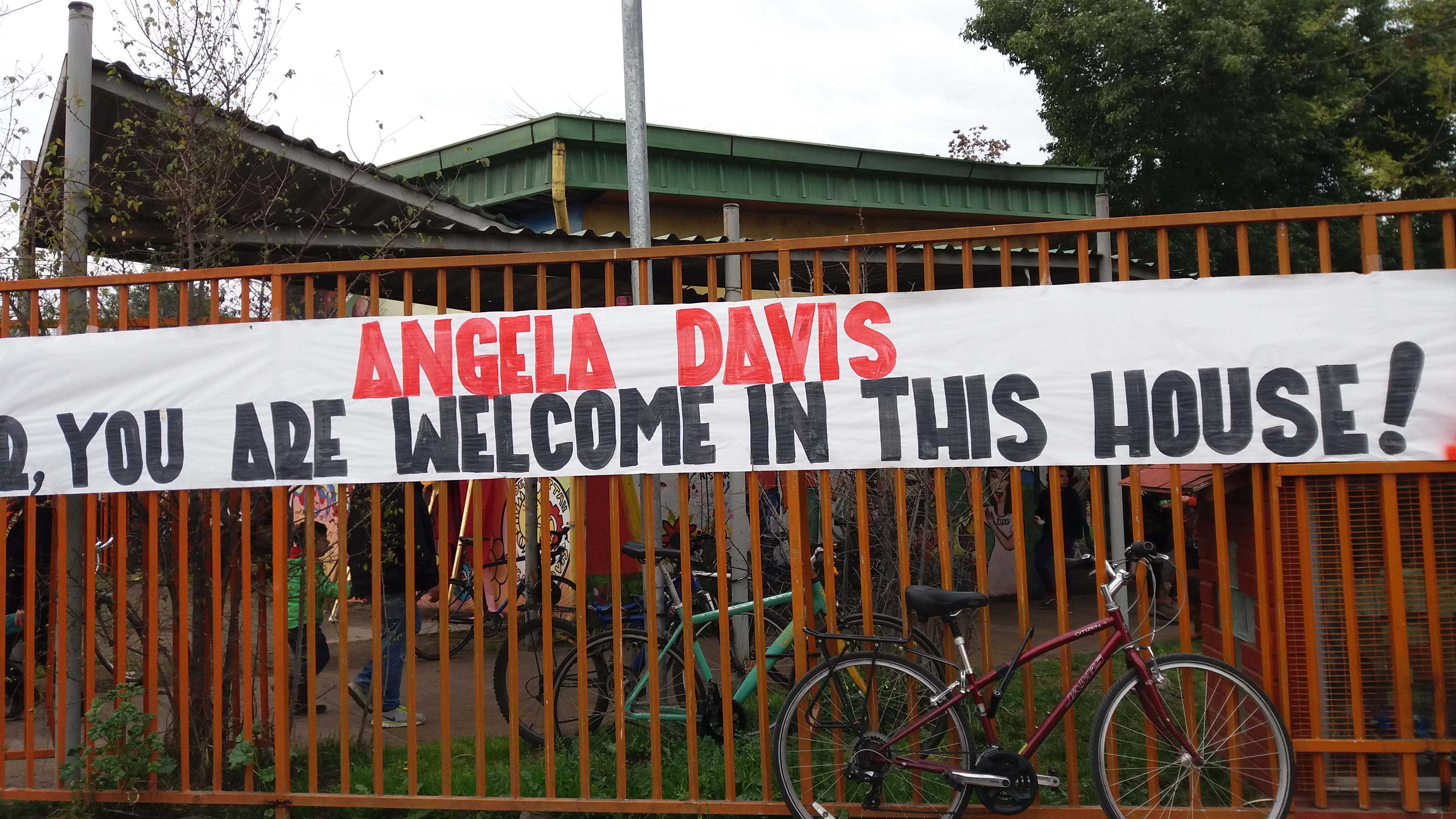